# Jävre turiststation

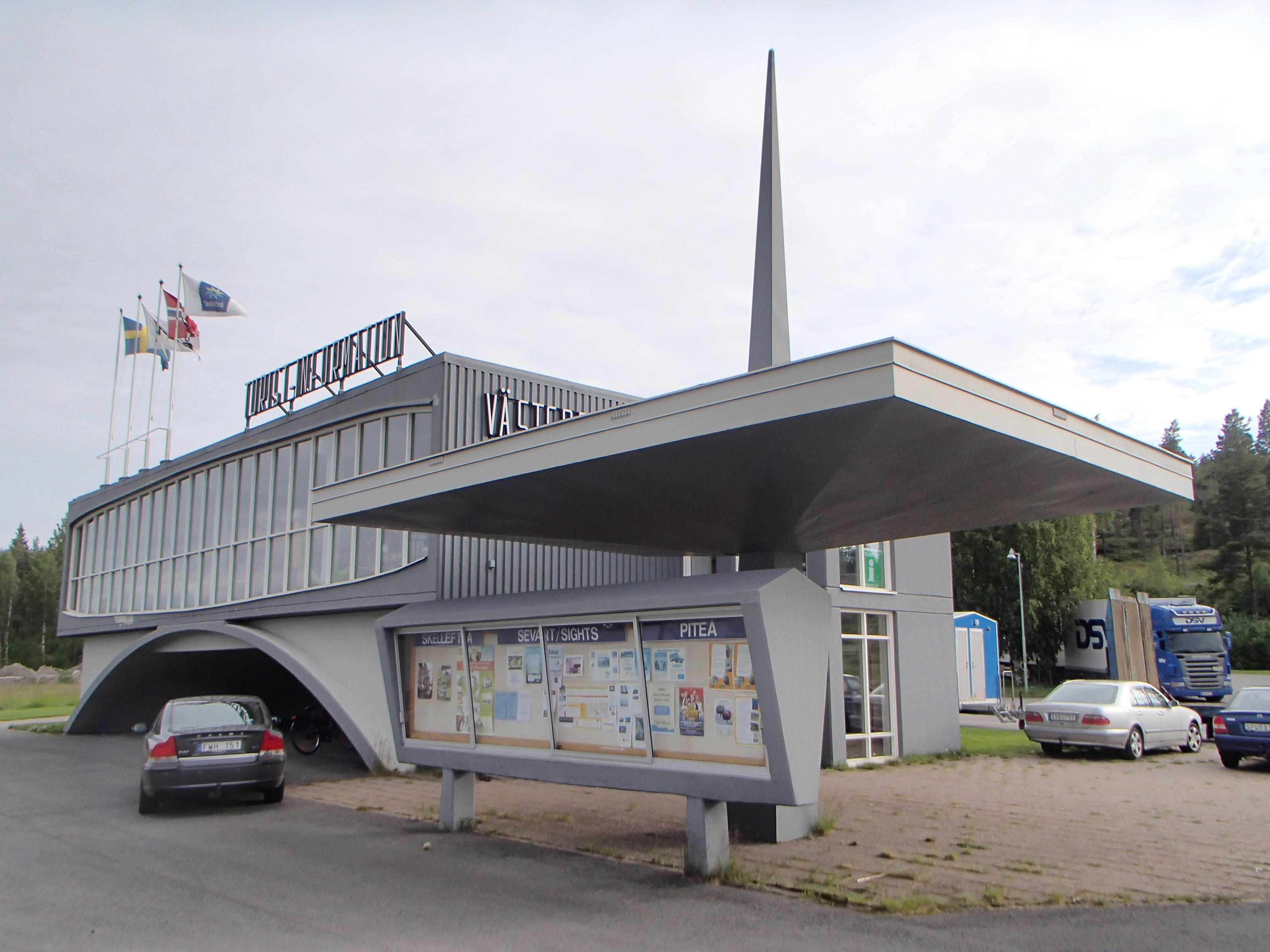
Jävre turiststation sedd från norr

Jävre turiststation är en byggnad i Jävre, nära Piteå.
Jävre turiststation ritades av arkitekt Gunnar Lehtipalo i modernistisk stil, byggdes vid E4 för att betjäna en ny bilburen turism och invigdes 1967. Det lådformade huset, med en stor glasfasad mot vägen och Jävreviken, vilar på en öppen valvbåge av armerad betong och har övriga ytterväggar klädda med blå och gråfärgad korrugerad plåt.
Anäggningen var tänkt som en port till Norrbotten för turister söderifrån och drevs av Norrbottens Turisttrafikförbund, och 1975-78 av Piteå kommun. Sommarsäsongen 1967 slog turiststationen rekord med 37.000 besökare. I anläggningen ingick en stugby med 25 övernattningsstugor.
År 1978 upphörde den kommunala turistservicen i Jävre. Piteå kommun sålde byggnaden, som sedan tjänstgjorde som reception till stugbyn ett kortare tag innan den övergavs. Efter en förfallsperiod på 20 år renoverades byggnaden och år 2003 öppnades åter turistinformation i byggnaden, vilken samma år byggnadsminnesförklarades. Invändigt är byggnaden restaurerad till 60-talsskick och innehåller en samling föremål från den tiden. 
| ”                                                                                     | Jävre Turiststation är en värdefull representant för 1960-talets framtidstro och för bilismens växande roll i samhället. Den berättar om vägens och resandets betydelse, om semestrar, om turism och förhoppningar samt om vänstertrafikepoken. Byggnaden har därmed ett högt socialhistoriskt värde som förstärks av dess tydliga uttryck och framtida placering | „ |
| – Länsstyrelsens i Norrbottens län motivering till beslut om byggnadsminnesförklaring | |   |